# Centrale nucléaire de Caorso
La centrale nucléaire de Caorso a été installée à Caorso en Émilie-Romagne, Italie.
Cette centrale du type BWR d'une puissance de 860 MWe, a été en exploitation de 1981 jusqu'en 1990, date à laquelle elle a été fermée à la suite du référendum italien sur l'arrêt des centrales nucléaires de novembre 1987.
C'était la dernière centrale encore en activité à cette date.